# Кала Бандар
Кала Бандар (Човекът маймуна) е същество забелязано и описано в Ню Делхи през 2001.

## Наблюдение
През 2001 в индийската столица Делхи се случва нещо необичайно. Из улиците е забелязано същество, което било с размера на дете (120 см) и приличало на маймуна. Очевидците го описват с черна коса, метален шлем и червени очи.
- 13 май – 15 души забелязват бягащото същество;[1]
- 15 май – жена забелязва маймуночовека в близост до дома на съседите си;
- 18 май – шофьор забелязва съществото.

## Теории
Най-популярната теория е тази, че това може да е малко от вида на Йети. Има и поддръжници на теорията за нов вид маймуна неизучен дотогава, както и такива, които смятат, че това е извънземно, пребивавало на Земята през този период.